# Ish
Ish— плавуче сховище зрідженого природного газу (ЗПГ), яке призначене для роботи на терміналі по прийому ЗПГ компанії AG&P.
Судно спорудили як ЗПГ-танкер у 1995 році на верфі компанії Mitsubishi Heavy Industries у Кобе.
Власником Ish є нафтогазова корпорація емірату Абу-Дабі ADNOC, що в першій половині 2020-х передала його у 15-річний фрахт компанії AG&P, яка реалізує проект ЗПГ-терміналу Батангас на філіппінському острові Лусон. В межах підготовки до цього завдання Ish пройшло певну модернізацію на китайській верфі Huarun Dadong, після якої здатне приймати зріджений газ зі швидкістю 10 тис м3 на годину та видавати його в режимі до 8 тис м3 на годину. Наприкінці липня 2022-го судно полишило Китай та попрямувало на Філіппіни, при цьому запуск терміналу запланований на першу половину 2023 року.